# Alan Dexter
Alan Persching Dexter (n. 21 octombrie 1918, Seychelles – d. 19 decembrie 1983) a fost un actor american de film și televiziune.

## Viata si cariera
Dexter s-a născut în Oklahoma. Și-a început cariera în 1943, apărând într-un rol necreditat în filmul This Is the Army. Mai târziu în cariera sa, a apărut ca invitat special în numeroase programe de televiziune, inclusiv, The Andy Griffith Show, Bonanza, Shotgun Slade, The Dick Van Dyke Show, That Girl, The Virginian, The Many Loves of Dobie Gillis, Perry Mason, Gomer Pyle, U.S.M.C., The Jack Benny Program, The George Burns and Gracie Allen Show, Navy Log, The Twilight Zone, The Old Couple, The Fugitive, Man with a Camera, Get Smart, Have Gun – Will Travel, The Untouchables, Ironside și Gunsmoke. Dexter l-a interpretat și pe Frank Ferguson în serialul de televiziune Days of Our Lives, din 1965 până în 1966.
În cariera sa cinematografică, Dexter a apărut în filme precum Forbidden, Operation Petticoat, The Enemy Below, The Mississippi Gambler, My Man and I, Cell 2455, Death Row, The Eternal Sea, Voice in the Mirror, Down Three Dark Streets, Column South, Sailor Beware, Girls in the Night, City of Bad Men, și It Came from Outer Space. L-a interpretat pe Roy the Photographer în filmul din 1958 Step Down to Terror, precum și pe rolul prietenului lui Bill Farrell, „Sam Benson”, în filmul I Married a Monster from Outer Space în același an. Dexter a apărut și în rolul lui Joe în filmul din 1964 The Brass Bottle și în rolul lui Parson în filmul din 1969 Paint Your Wagon.

## Moarte
Dexter a murit în decembrie 1983, în urma unui atac de cord, în Oxnard, California, la vârsta de 65 de ani.